# Conan IV. (Bretagne)

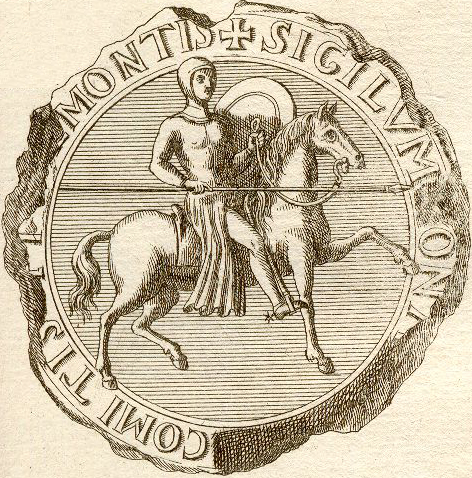
Siegel von Conan IV, Herzog der Bretagne

Conan IV., genannt der Kleine († 1171) war Herzog von Bretagne von 1155 bis 1166.
Er war der Sohn von Alain de Bretagne, Herr von Guingamp und Earl of Richmond, und der bretonischen Herzogin Bertha, einer Tochter des Herzogs Conan III.
Conan III. setzte ihn als seinen Erben unter Regentschaft von Eudon de Porhoët ein, dem zweiten Ehemann Berthas, wodurch er seinen eigenen Sohn Hoël II. enterbte, der sich mit der Grafschaft Nantes begnügen musste.
Conan IV. revoltierte gegen seinen Großvater, verbündete sich mit Hoël, musste dann aber 1154 geschlagen nach England zu Heinrich II. fliehen, der ihn als Honneur de Richmond bestätigte, das er von seinem Vater geerbt hatte.
Conan erhielt militärische Hilfe aus England, die es ihm erlaubte, in die Bretagne zurückzukehren; er fand mehrere Verbündete, aber die Tatsache, dass er als Vasall des englischen Königs auftrat, provozierte auch einen Aufstand anderer Großer unter Führung Odo von Porhoëts, der aber geschlagen wurde und nun seinerseits die Bretagne verlassen musste. Conan wurde 1156 zum Herzog proklamiert. Im gleichen Jahr verjagten die Nantaiser seinen Onkel Hoël und vertrauten sich dem Grafen Gottfried VI. von Anjou an, einem Bruder Heinrichs II. Nach dem Tod Gottfrieds 1158 glaubte Conan, Nantes zurückzuerhalten, musste es jedoch Heinrich II. übergeben.
Odo von Porhoët leitete nun eine neue Revolte ein, die auch Erfolg hatte, aber Heinrich II. auch den Vorwand lieferte, direkt in der Bretagne einzugreifen. Er nahm Odo zuerst Porhoët ab, dann – nach einem letzten Aufstand 1173 – auch die Grafschaft Penthièvre. Conan IV. musste 1166 abdanken und Heinrich machte sich zum Regenten des Herzogtums für seinen Sohn Gottfried II. Plantagenet, den Verlobten der Erbin Konstanze, Enkelin Conans III., bis zu dessen Volljährigkeit.